# Supercoupe de Belgique de football 1984
La Supercoupe de Belgique 1984 est un match de football qui a été joué le 6 août 1984, entre le vainqueur du championnat de division 1 belge 1983-1984, le KSK Beveren et le vainqueur de la coupe de Belgique 1983-1984, La Gantoise.
Beveren remporte le match 5-1, décrochant ainsi sa seconde Supercoupe.

## Feuille de match
| 6 août 1984 | KSK Beveren | 5-1 | La Gantoise | Freethiel, Beveren |  |
|             |             |     |             |                    |  |